# Jönköpings Södra IF
Maillots
Dernière mise à jour : 9 avril 2024.
Le Jönköpings Södra IF est un club suédois de football basé à Jönköping.

## Histoire
Fondé en 1922, le club passe dix saisons en première division, la première en 1945-46, puis six de suite entre 1947 et 1953, terminant même dauphin de Malmö FF en 1949-50. Il remporte au total quatre titres régionaux de deuxième division, et monte à chaque fois à l'issue de barrages avec les autres vainqueurs de groupes. 
Il remporte le titre de deuxième division en 2015, montant ainsi pour la cinquième fois en Allsvenskan, et dispute sa onzième saison dans l'élite en 2016.

## Palmarès
- Deuxième division (Superettan) 
  - Champion (1) : 2015 (promu)

- Division 2 (groupes régionaux)
  - Södra (Sud) : 1944–45 (promu)
  - Östra : 1946–47 (promu)
  - Västra Götaland : 1959 (promu)
  - Norra Götaland : 1968 (promu)

## Personnalités du club

### Ancien joueurs
- Arne Selmosson
- Karl Svensson
- Dag Szepanski
- Lucian Ilie
- Teitur Thórdarson
- Kristen Viikmäe